# Wit Studio
Wit Studio, Inc. (株式会社ウィットスタジオ, Kabushiki-gaisha Witto Sutajio) é um estúdio japonês de anime fundado em 2012, pelos produtores do estúdio Production I.G, como uma subsidiária da IG Port. Sua sede localiza-se em Musashino, Tóquio, com o produtor do estúdio Production I.G, George Wada como presidente e Tetsuya Nakatake, também produtor do Production I.G., como diretor do estúdio. O estúdio ficou conhecido pela produção da série Shingeki no Kyojin.
Wit Studio foi financiado com um investimento inicial de trinta milhões de ienes no capital social da IG Port. George Wada e Tetsuya Nakatake possuem 66.6%, 21.6% e 10.0% das ações do estúdio.

## Produções

### Animés
| Ano de início | Período de transmissão  | Título                              | Observações                                  |
| ------------- | ----------------------- | ----------------------------------- | -------------------------------------------- |
| 2013          | abril a setembro        | Shingeki no Kyojin                  |                                              |
| 2014          | janeiro a abril         | Hōzuki no Reitetsu                  | Segunda temporada produzida pelo Studio Deen |
| 2015          | janeiro a março         | The Rolling Girls                   |                                              |
| 2015          | abril a junho           | Owari no Seraph                     | 1.ª temporada                                |
| 2015          | outubro a dezembro      | Owari no Seraph                     | 2.ª temporada                                |
| 2016          | abril a junho           | Koutetsujou no Kabaneri             |                                              |
| 2017          | abril a junho           | Shingeki no Kyojin (2.ª temporada)  |                                              |
| 2017          | outubro a março de 2018 | Maho Tsukai no Yome                 |                                              |
| 2018          | janeiro a março         | After the Rain                      |                                              |
| 2018          | julho a outubro         | Shingeki no Kyojin (3.ª temporada)  | Parte 1                                      |
| 2019          | abril a julho           | Shingeki no Kyojin (3.ª temporada)  | Parte 2                                      |
| 2019          | abril a março de 2020   | Kedama no Gonjiro                   | Coprodução: OLM, Signal.MD (do meio)         |
| 2019          | julho a dezembro        | Viland Saga                         |                                              |
| 2020          | abril a março de 2021   | GaruGaku: Saint Girls Square Gakuin | Coprodução: OLM                              |
| 2020          | julho a dezembro        | Great Pretender                     |                                              |
| 2021          | abril a junho           | Vivy: Fluorite Eye's Song           |                                              |
| 2021          | outubro                 | Ōsama Ranking                       |                                              |
| 2022          | abril a dezembro        | Spy × Family                        | 1.ª coprodução Legal: CloverWorks            |
| 2022          | Onipan!                 |                                     |                                              |
| 2023          | abril a dezembro        | Kizuna no Allele                    | 1.ª coprodução Legal: Signal.MD              |
| 2023          | abril a julho           | Ōsama Ranking: Yūki no Takarabako   |                                              |
| 2023          | outubro a dezembro      | Spy × Family (2.ª temporada)        | 1.ª coprodução Legal: CloverWorks            |
| 2024          | julho a setembro        | Suicide Squad Isekai                | 1.ª coprodução Legal: DC Comics              |
| 2024          | julho a setembro        | Shikanoko Nokonoko Koshitantan      |                                              |

### Filme
| Ano de lançamento | Título                                             | Observações                                         | Referência          |
| ----------------- | -------------------------------------------------- | --------------------------------------------------- | ------------------- |
| 2013              | Hal                                                |                                                     | [ 2 ]               |
| 2014              | Shingeki no Kyojin Zenpen: Guren no Yumiya         | [ 3 ]                                               |                     |
| 2015              | Shingeki no Kyojin Kōhen: Jiyū no Tsubasa          | [carece de fontes?]                                 |                     |
| 2015              | Shisha no Teikoku                                  | [ 4 ]                                               |                     |
| 2016              | Koutetsujou no Kabaneri 1: Tsudou Hikari           | [ 5 ]                                               |                     |
| 2017              | Koutetsujou no Kabaneri Soushuuhen 2: Moeru Inochi | [ 6 ]                                               |                     |
| 2017              | Donten ni Warau Gaiden: Ouka, Tenbou no Kakyuu     | [ 7 ]                                               |                     |
| 2018              | Shingeki no Kyojin: Kakusei no Hōkō                | [carece de fontes?]                                 |                     |
| 2018              | Pokémon the Movie: The Power of Us                 | Coprodução: OLM                                     | [carece de fontes?] |
| 2019              | Koutetsujou no Kabaneri:Unato Kessen               |                                                     | [ 8 ]               |
| 2020              | Shingeki no Kyojin: Chronicle                      | [ 9 ]                                               |                     |
| 2022              | Bubble                                             | Entregue na Netflix antes do lançamento nos cinemas | [ 10 ]              |

### OVA
| Ano de lançamento | Título                           | Observações    |
| ----------------- | -------------------------------- | -------------- |
| 2013              | Shingeki no Kyojin               |                |
| 2015              | Hōzuki no Reitetsu               |                |
| 2016              | Maho Tsukai no Yome              |                |
| 2019              | Totsukuni no Shōjo: Siúil, a Rún | curta-metragem |
| 2022              | Totsukuni no Shōjo: Siúil, a Rún | longa-metragem |

### Animaçãoweb
| Ano de lançamento | Título                          | Observações              |
| ----------------- | ------------------------------- | ------------------------ |
| 2016              | Star Fox Zero The Battle Begins |                          |
| 2021              | Candy Caries                    | Stop motion              |
| 2022              | Vampire in the Garden           | Obra original da Netflix |

### Jogos eletrónicos
| Ano de lançamento | Título                    | Observações          |
| ----------------- | ------------------------- | -------------------- |
| 2014              | Tales of Asteria          | Produção de animação |
| 2017              | Princess Connect! Re:Dive | Produção de animação |